# Яценко Олександр Васильович
Олекса́ндр Васи́льович Яце́нко (7.1.1968—14.03.2022) — головний сержант Збройних Сил України, учасник російсько-української війни, що загинув під час російського вторгнення в Україну.

## Життєпис
Народився 7 січня 1968 року в с. Кліщинці Золотоніського району на Черкащині. Мешкав в с. Святилівка Кременчуцького району на Полтавщині.
Після закінчення середньої школи здобув військову освіту в Полтавському ВЗРКУ. У 1997 році закінчив НАВС України, здобувши кваліфікацію юриста.
У Збройних Силах України — з 11 січня 2022 року. Головний сержант, військовослужбовець підрозділу 72 ОМБр.
Згідно з повідомленням Кременчуцького районного територіального центру комплектування та соцпідтримки, військовослужбовець загинув під час ворожого артилерійського обстрілу в районі с. Мощун на Київщині. Тіло загиблого знайшли тільки 24 березня під час пошукової операції на бойових позиціях.

## Нагороди
- орден «За мужність» III ступеня (2022) — за особисту мужність і самовіддані дії, виявлені у захисті державного суверенітету та територіальної цілісності України, вірність військовій присязі[3].